# Siempat Rube I
Siempat Rube I is een bestuurslaag in het regentschap Pakpak Bharat van de provincie Noord-Sumatra, Indonesië. Siempat Rube I telt 769 inwoners (volkstelling 2010).